# Ricardo da Silva Passos
Ricardo da Silva Passos (* 1953 in Lissabon) ist ein portugiesischer Jurist. Er ist Richter am Gericht der Europäischen Union.

## Leben und Wirken
Da Silva Passos studierte Rechtswissenschaften an der Universidade Clássica de Lisboa, wo er 1975 seinen Abschluss machte. Anschließend trat er eine Stelle bei der Staatsanwaltschaft am Amtsgericht Cascais an, widmete sich ein Jahr später aber wieder seiner juristischen Weiterbildung und absolvierte ein Diplomstudiengang an der Universität Straßburg, wo er 1978 das Diplôme d’études approfondies erwarb. Anschließend war von 1978 bis 1986 als Jurist im Sekretariat der Europäischen Kommission für Menschenrechte tätig. In dieser Zeit, 1984, erwarb er an der Harvard University den Titel Master of Laws. 1986 trat er als Rechtsreferent bei Richter José Carlos de Carvalho Moitinho de Almeida in den Dienst des Gerichtshofs der Europäischen Gemeinschaften. 1988 wechselte er als Abteilungsleiter zum Sekretariat des Ausschusses für Recht und Bürgerrechte des Europäischen Parlaments. 1999 wurde da Silva Passos Referatsleiter im Juristischen Dienst des Europäischen Parlaments. Von 2010 bis 2016 leitete er die Direktion Institutionelle und Parlamentarische Angelegenheiten dieses Dienstes.
Da Silva Passos wurde am 19. September 2016 zum Richter am Gericht der Europäischen Union ernannt. Am 30. September 2019 wurde er zum Kammerpräsident der Vierten Kammer ernannt.